# クロード・ペロー

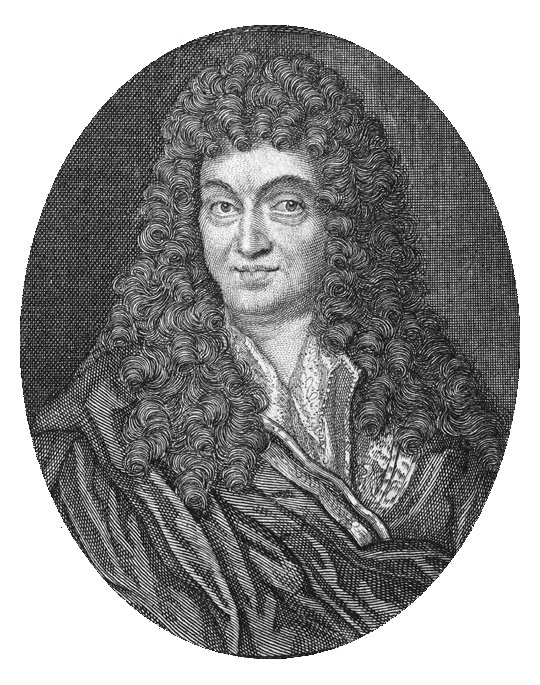
Claude Perrault

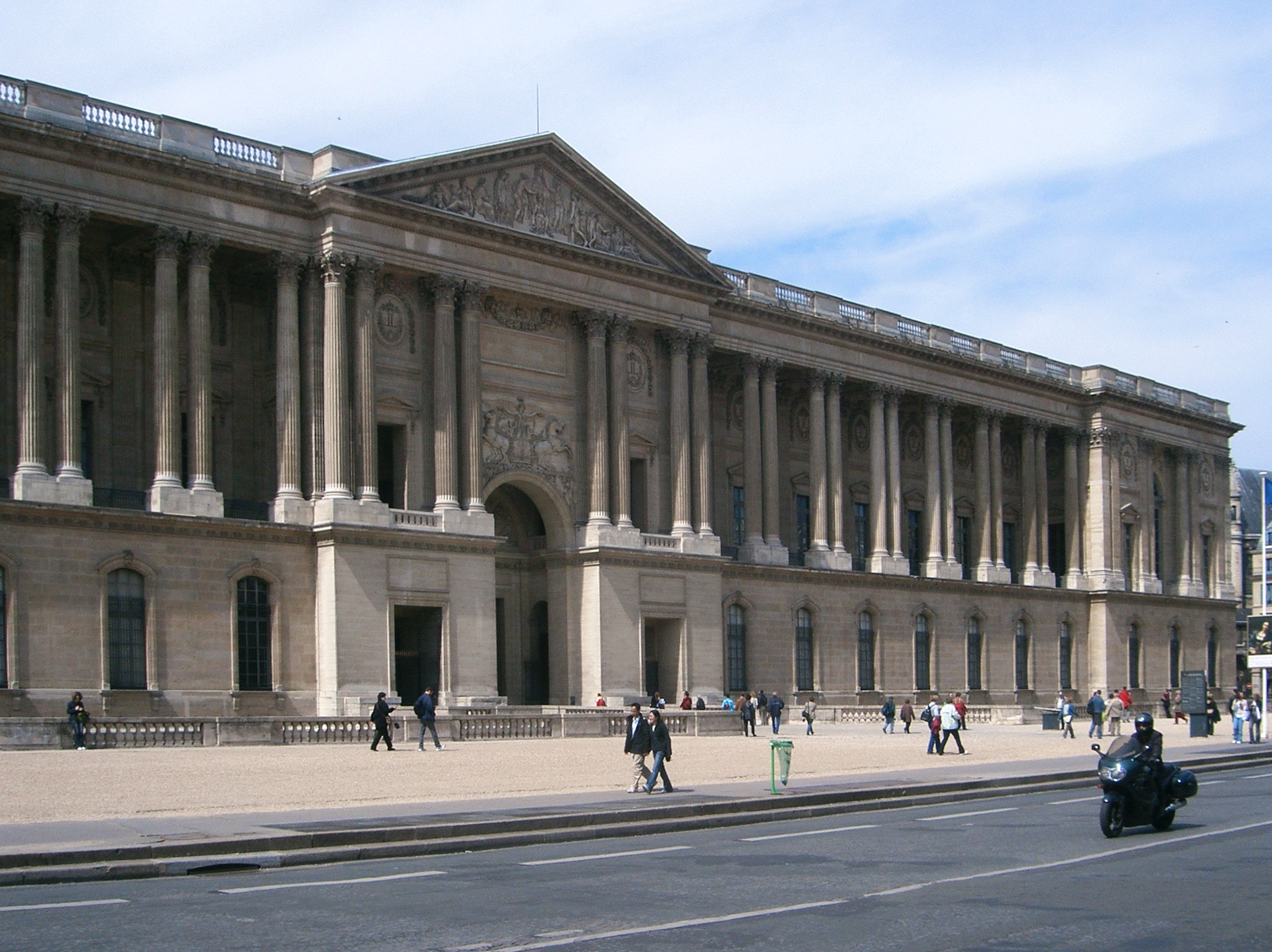
ルーヴル宮殿

クロード・ペロー（Claude Perrault、1613年9月25日 – 1688年10月9日）は、17世紀のフランスの学者、建築家である。建築家としては、ルーヴル宮殿の東ファサードの設計を行ったことでしられる。フランスの詩人、シャルル・ペローの兄である。

## 生涯
パリで生まれた。パリで医学の学位を得て、1666年に王立科学アカデミーの最初の会員に選ばれた。動物の解剖学の分野で多くの研究を行った。パリの解剖学者のグループの重要な人物となり、哺乳類、鳥類、爬虫類の感覚器官や鳥の飛行器官の解剖学的研究は、Mémoires pour servir à l’histoire naturelle des animaux publiéとして発表され、Joseph-Guichard Du Verneyの研究も、紹介した。
機械工学の著書として"Recueil de plusieurs machines de nouvelles inventions"もあり、これはクロードの死後、シャルル・ペローによって出版された。この中に音響学に関する重要な成果が著述された。
建築家として最も知られており、ルーヴル宮殿の東ファサードの設計者として知られている。この仕事は王室建築物総監のジャン・バティスト・コルベールが招いたイタリアの建築家、ジャン・ロレンツォ・ベルニーニの設計に変わって採用されたものである。ペローの柱廊（Perrault’s Colonnade）として知られる雄大な造形はフランス古典主義建築の最も完成された姿とされる。そのほかに、パリ天文台や、いくつかの教会建築や設計を行った。共和政ローマ期に活動した建築家・建築理論家、ウィトルウィウスの著書を翻訳したことでも知られる。